# Ново-Учалинское месторождение
Ново-Учалинское месторождение — месторождение России, расположено в Учалинском районе Республики Башкортостан и является одним из крупнейших в России. Кроме меди и цинка, руда месторождения содержит серу, серебро и золото.
Запасы руды оцениваются в 112 млн тонн.
Расположено рядом с городом Учалы.

## Характеристика месторождений
Разведаны запасы медных, медно-цинковых и серно-колчеданных руд

## Операторы месторождений
Разрабатывает месторождение Уральская горно-металлургическая компания.